# Rachel Brice
Rachel Brice (nascuda el 15 de juny de 1972) és una ballarina i coreògrafa estatunidenca. Va treballar com a ballarina del ventre professional en la dansa del ventre d'estil tribal americà (American Tribal Style Belly Dance), derivada de l'estil de dansa oriental.

## Biografia
Va néixer el 15 de juny de 1972 a Seattle, Washington, i es va graduar a la Universitat Estatal de San Francisco. Va aprendre ioga i dansa oriental als 17 anys. Va descobrir el món de la dansa mentre veia Hahbi'Ru actuar a la Fira del Renaixement de Carolina del Nord l'any 1988, i va aprendre la dansa del ventre d'Atesh, el director de l'Atesh Dance Troupe. Va practicar ioga durant un temps abans d'ensenyar ioga el 1996 amb l'ajuda del seu instructor de ioga, Erich Schiffmann.
És ballarina des de 1999 i, a principis dels anys 2000, va fer classes de dansa del ventre amb Carolina Nericcio i Jill Parker. Va ser contractada pel productor discogràfic Miles Copeland III l'any 2001 i va actuar i va fer gires amb Bellydance Superstars, una companyia de dansa professional de dansa del ventre fundada a San Francisco, Califòrnia el 2002. També va produir DVDs educatius i de performance de dansa del ventre i va llançar una sèrie de CD de música que contenien les cançons utilitzades en l'actuació.
El 2003, va fundar The Indigo Belly Dance Company, una companyia de dansa especialitzada en dansa del ventre, a San Francisco, i va interpretar American Tribal Style Belly Dance, derivada de l'estil de la dansa del ventre. A més, va publicar vídeos educatius centrats en el ioga i la dansa del ventre, mentre feia tallers als Estats Units, Europa, Àsia i Austràlia. També va fundar Studio Datura a Portland, Oregon, i va llançar el programa d'aproximació 8 Elements a la dansa del ventre. El 2012, va fundar Datura Online, un estudi de conferències en línia per a ioga i dansa del ventre.

## Llista d'obres

### Vídeo de performance
- Bellydance Superstars Live in Paris: Folies Bergere
- Bellydance Superstars Solos in Monte Carlo
- Bellydance Superstars

### Vídeo educatiu
- Tribal Fusion: Yoga, Isolations and Drills a Practice Companion with Rachel Brice
- Rachel Brice: Belly Dance Arms and Posture
- Serpentine: Belly Dance with Rachel Brice (DVD, vídeo)